# Phintella nilgirica
Phintella nilgirica är en spindelart som beskrevs av Prószynski 1992. Phintella nilgirica ingår i släktet Phintella och familjen hoppspindlar. Inga underarter finns listade i Catalogue of Life.